# Skopingau
Das Skopingau war im christlichen Mittelalter ein Gau um Schöppingen. 
Im Osten grenzte das Skopingau an das Gau Brusibant, zu dem die Gebiete rund um Rheine gehörten. So gehörte die heutige Gemeinde Wettringen zum Skopingau, während die Bauernschaften weiter östlich bereits zum Gau Brusibant gehörten. Südöstlich des Skopingaus lag das Dreingau, zu dem damals Gebiete um Warendorf und dem heutigen Drensteinfurt gehörten. Weitere Gaue waren das Brukterergau oder das Stevergau, dass sich entlang der Stever bis nach Coesfeld zog.